# ارنستو پنیا
ارنستو پنیا (انگلیسی: Ernesto Peña؛ زادهٔ ۸ اکتبر ۱۹۷۸) کشتی‌گیر اهل کوبا است.